# MINI John Cooper Works Rally
Der MINI John Cooper Works Rally ist ein speziell für Marathon-Rallyes auf Basis des Mini Countryman entwickelter Geländewagen der Prototypen-Klasse, das vom deutschen Privatteam X-Raid rund um Teammanager Sven Quandt gebaut und eingesetzt wird. Der MINI John Cooper Works Rally wurde 2017 das erst mal bei der Rallye Dakar eingesetzt.

## Entstehung und Entwicklung
Im Vergleich zum Vorgänger, dem MINI ALL4 Racing, wurde beim MINI John Cooper Works Rally der Schwerpunkt gesenkt, einige Leistungsmerkmale verbessert, um eine bessere Fahrbarkeit zu erreichen.
Das Karosseriedesign baut auf der 2. Generation des MINI Countryman auf. Dadurch haben sich besonders die Linienführung und die Scheinwerfer verändert.
Der Stahlrohrrahmen wurde neu konstruiert und ermöglicht nun das dritte Reserverad im unteren Teil des Fahrzeuges unterzubringen. Damit entsteht im Heck der nötige Platz, um die Kühlung tiefer zu positionieren. Beide Änderungen sorgten für eine weitere Senkung des Schwerpunktes.
Auch im Bereich der Aerodynamik wurde der MINI John Cooper Works Rally durch Test im Windkanal der BMW Group optimiert. Dadurch konnte eine höhere Höchstgeschwindigkeit und verbesserte Beschleunigung ab 140 km/h erreicht werden. Zusätzlich wurde ein neues Motormapping entworfen. Durch eine Tieferlegung des Fahrzeugschwerpunkts, in Form von 50 kg um 50 cm, konnte das Handling in allen Geländetypen und die Wendigkeit in Kurven verbessert werden.
Nach einer Anpassung des Reglements im Jahr 2018 konnte der maximale Federweg von 250 mm auf 280 mm erhöht und das Gewicht auf 1.850 kg verringert werden.
Ende 2022 stellte X-raid den MINI John Cooper Works Rally Plus vor, der mit größeren Rädern, mehr Federweg und entsprechend verbreiteter Spur/Kotflügeln an das neue Reglement der Klasse T1+ angepasst wurde. Neuer HVO-Kraftstoff (wird z. B. aus gebrauchten Pflanzenfetten und Plastikflaschen hergestellt) dient der CO2-Ersparnis. Der erste Einsatz des neuen Fahrzeugs soll bei der Rallye Dakar 2023 erfolgen.

## Rallyes
Bei seinem ersten Einsatz, der Rallye Dakar 2017, ging das X-raid MINI John Cooper Works Rally-Team mit folgenden Fahrerpaarungen an den Start:.
- Mikko Hirvonen / Michel Perin – roter MINI John Cooper Works Rally
- Yazeed Al-Rajhi/Timo Gottschalk – grüner MINI John Cooper Works Rally
- Orlando Terranova/Andreas Schulz – silberner MINI John Cooper Works Rally

2018 gewannen Yazeed Al-Rajhi und Timo Gottschalk mit einem MINI John Cooper Works Rally die Silk Way Rally in der PKW-Klasse.

## Technische Daten
Motor Twinpower Turbo-Motor basierend auf einem BMW-Serienmotor
- Treibstoff: Diesel
- Leistung: 340 PS bei 3250 min−1
- Drehmoment: ca. 800 Nm bei 1850 min−1
- Hubraum: 2993 cm³
- Luftmengenbegrenzer: Durchmesser: 38 mm
- Höchstgeschwindigkeit: etwa 184 km/h

Kraftübertragung
- Getriebe: Sadev 6-Gang-Getriebe
- Kupplung: AP Racing Clutch
- Differenzial: Xtrac
- Bremsen: AP Scheibenbremsen (320 mm × 32 mm), Luftgekühlt vorne/luft- und wassergekühlt hinten

Maße und Gewicht
- Länge: 4350 mm
- Breite: 1999 mm
- Höhe: 2000 mm
- Radstand: 2900 mm
- Spurweite: 1736 mm
- Leergewicht: 1952,5 kg
- Tankvolumen: ca. 385 Liter

Aufbau
- Chassis: Gitterrohrrahmen von CP Autosport
- Karosserie: mit Kohlenstoff- und Aramidfasern verstärkter Kunststoff von Faster

Reifen
- Michelin
- Größe: 245/80R 16